# Xã Paint, Quận Fayette, Ohio
Xã Paint (tiếng Anh: Paint Township) là một xã thuộc quận Fayette, tiểu bang Ohio, Hoa Kỳ. Năm 2010, dân số của xã này là 1.975 người.